# Trixoclea metallica
Trixoclea metallica är en tvåvingeart som beskrevs av Villeneuve 1916. Trixoclea metallica ingår i släktet Trixoclea och familjen parasitflugor. Inga underarter finns listade i Catalogue of Life.